# Andrés do Barro
Andrés Lapique do Barro (Ferrol, La Corunya, 1 d'octubre de 1947 - Madrid, 22 de desembre de 1989) va ser un cantautor gallec.
Va néixer al si d'una família vinculada a l'Armada Espanyola, però ell va decidir dedicar-se a la música.
Conegut popularment com a Andrés do Barro, va tenir el mèrit de ser un dels primers cantants que van usar el gallec durant la dictadura del general Francisco Franco. Va arribar a aconseguir un número u a l'estat espanyol en gallec. Fins ara ningú no ha aconseguit col·locar un altre número u en una llengua oficial de l'Estat espanyol que no sigui el castellà.
Va compondre d'oïda, amb la seva guitarra. Estava entusiasmat amb el seu desig d'explicar històries senzilles de la seva terra. En aquell moment, en plena dictadura franquista, va rebre el suport de Pilar Franco, germana del dictador, i Juan Pardo, el seu productor, la qual cosa explica per què se li va permetre cantar en gallec.
Va ser protagonista de la pel·lícula En la red de mi canción, rodada en castellà a les ordres de Mariano Ozores i amb Concha Velasco, on va ser doblat per un actor de doblatge professional, però on les seves cançons apareixien en gallec i amb la seva pròpia veu.
Després dels seus èxits inicials, no va poder mantenir-se i va emigrar a Mèxic el 1976. Després del seu retorn tampoc no es va fer un nom en el món de la música espanyola. Va morir de càncer de fetge als 42 anys a Madrid.
El 2015 Fernando Fernández Rego va publicar una biografia del músic nascut a Ferrol Saudade. Andrés do Barro: El músico que llevó el pop gallego al número uno de ventas (Saudade. Andrés do Barro: El músic que va portar el pop gallec al número u de ventas), amb la col·laboració de la família del músic.

## Discografia
- Me llamo Andrés Lapique do Barro (LP 1970)[3]
- Señora mía (LP 1975)
- ¡Pum! (LP 1975)